# Gerhard Cyliax
Gerhard Cyliax (Dortmund, 1934. augusztus 20. – 2008. május 17.) német labdarúgó, hátvéd.

## Sikerei, díjai
Borussia Dortmund
- Nyugatnémet bajnokság (Bundesliga)
  - bajnok: 1962–63
  - 2.: 1965–66
- Nyugatnémet kupa (DFB-Pokal)
  - győztes: 1965
  - döntős: 1963
- Kupagyőztesek Európa-kupája (KEK)
  - győztes: 1965–66